# Шаланкон
Шаланко́н (фр. и окс. Chalencon) — коммуна во Франции, находится в регионе Рона — Альпы. Департамент коммуны — Ардеш. Входит в состав кантона Верну-ан-Виваре. Округ коммуны — Турнон-сюр-Рон.
Код INSEE коммуны — 07048.

## Население
Население коммуны на 2008 год составляло 313 человек.
| 1962 | 1968 | 1975 | 1982 | 1990 | 1999 | 2008 |
| ---- | ---- | ---- | ---- | ---- | ---- | ---- |
| 419  | 474  | 314  | 320  | 309  | 303  | 313  |

## Экономика
В 2007 году из 191 человек в трудоспособном возрасте (15—64 лет) 129 были экономически активными, 62 — неактивными (показатель активности — 67,5 %, в 1999 году было 70,1 %). Из 129 активных работали 107 человек (61 мужчина и 46 женщин), безработных было 22 (6 мужчин и 16 женщин). Среди 62 неактивных 9 человек были учениками или студентами, 39 — пенсионерами, 14 были неактивными по другим причинам.

## Достопримечательности
- Романская церковь Сен-Пьер
- Протестантская церковь 1823 года
- Башня Дианы
- Бывший монастырь Сестёр Назарета
- Городские ворота Порт-де-Бесс

## Фотогалерея

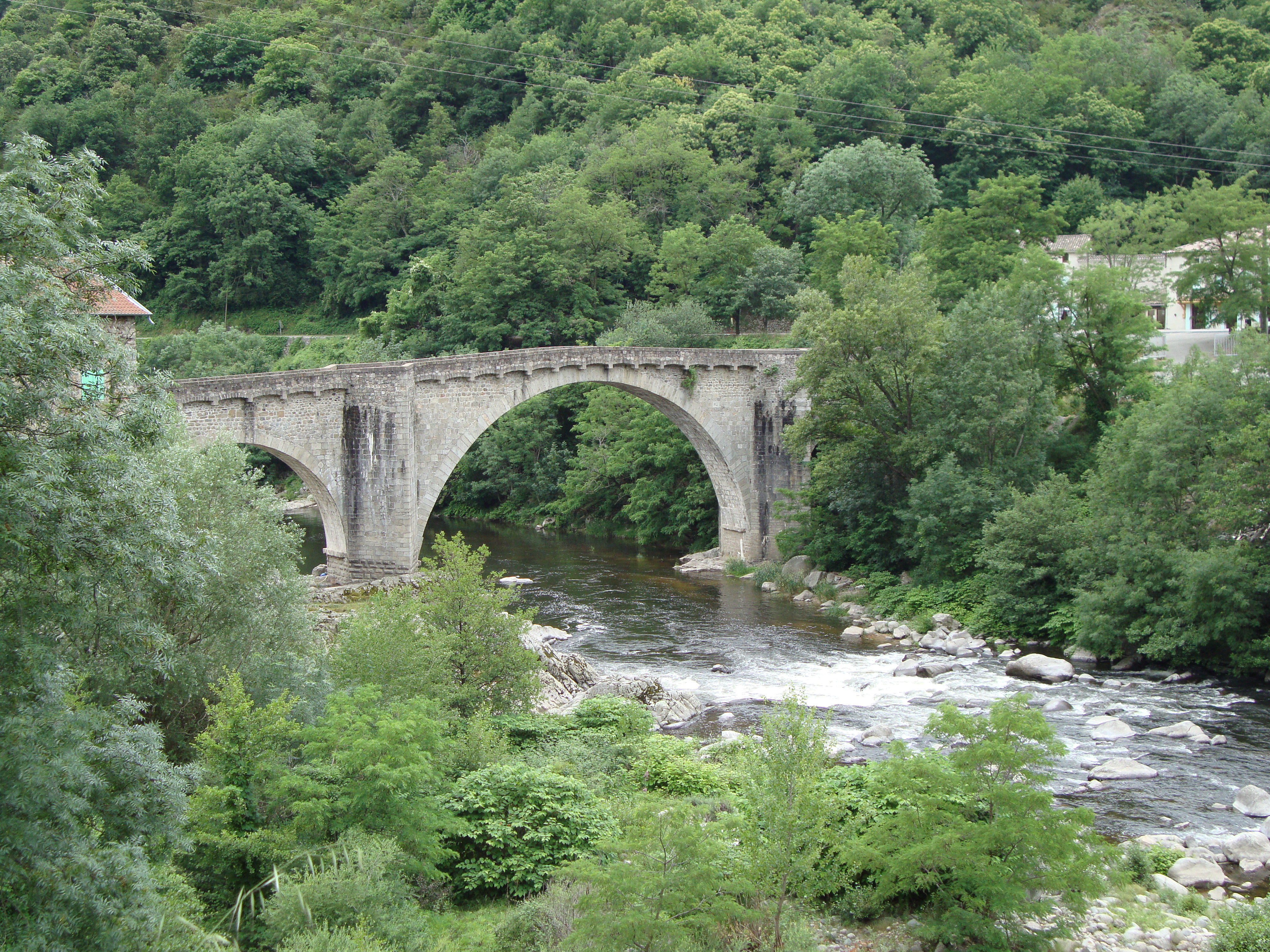
Мост
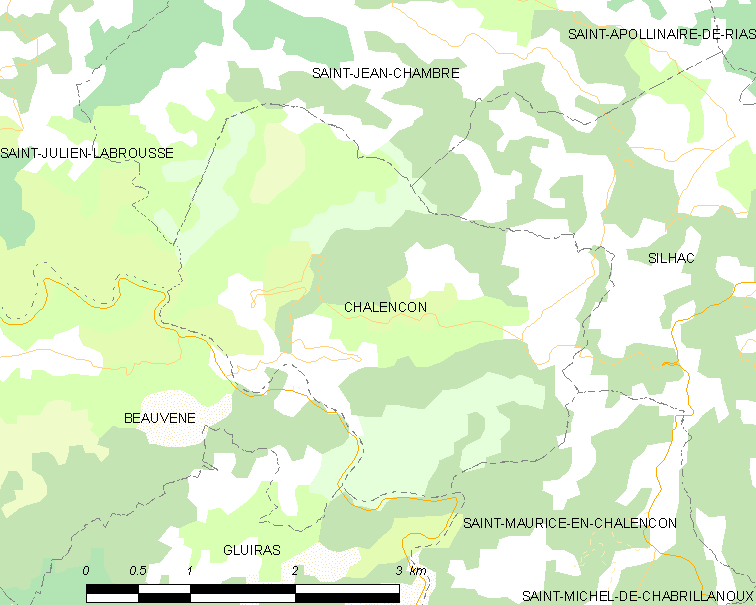
Карта коммуны